# Paracleistostoma tomentosum
Paracleistostoma tomentosum is een krabbensoort uit de familie van de Camptandriidae. De wetenschappelijke naam van de soort is voor het eerst geldig gepubliceerd in 1993 door Yang & Sun.